# Pain In My Heart
Albums de Otis Redding
The Great Otis Redding Sings Soul Ballads
(1965)
Pain in My Heart est le premier album de l'auteur-compositeur-interprète soul Otis Redding. Redding enregistre pour Volt Records, une filiale de Stax Records basée à Memphis, Tennessee. Les disques Volt sont d'abord publiés sur le label Atco Records, filiale d'Atlantic, qui sort cet album (les singles sont publiés sur Volt).
L'album comprend quatre singles à succès, sortis en 1962 et 1963 : These Arms of Mine, That's What My Heart Needs, Security, et la chanson titre, Pain in My Heart. Comme le magazine Billboard ne publie pas de classement des singles rhythm and blues de la fin 1963 au début 1965, les pics du classement R&B de ces deux derniers singles sont inconnus.

## Historique
En tant que membre du Pat T. Cake and the Mighty Panthers, Redding effectue des tournées dans le sud des États-Unis, principalement dans le « Chitlin' Circuit », une série de boîtes de nuit et de salles de danse accueillant des musiciens afro-américains à l'époque où la ségrégation raciale des lieux de représentation est très répandue. Le guitariste Johnny Jenkins, qui aide Redding à remporter 15 fois de suite un concours de talents au Hillview Springs Social Club ainsi qu'au spectacle The Teenage Party, quitte le groupe pour devenir leader des Pinetoppers. À cette époque, Redding rencontre Phil Walden, le futur fondateur de la maison de disques Phil Walden and Associates (bien que sans associé), et plus tard Bobby Smith, qui dirige Confederate Records, un petit label. Otis signe avec Confederate et enregistre son deuxième single, Shout Bamalama (une réécriture de son Gamma Lamma), avec son groupe Otis and the Shooters. Wayne Cochran, le seul artiste solo signé chez Confederate, devient le bassiste des Pinetoppers.
Au même moment, Walden commence à chercher une maison de disques. Le représentant d'Atlantic Records, Joe Galkin, est intéressé par une collaboration avec Jenkins et, vers 1962, propose de l'envoyer au studio Stax à Memphis. En route pour une séance de studio des Pinetoppers, Redding transporte Jenkins, car ce dernier n'a pas de permis de conduire. Jenkins se produit avec Booker T. & the M.G.'s, et comme la séance se termine assez tôt, Redding a l'occasion d'interpréter deux chansons. La première est Hey Hey Baby, mais le chef du studio Jim Stewart trouve qu'elle ressemble trop à Little Richard. Ensuite, il chante These Arms of Mine, qui deviendra son premier single pour Stax. Après cette performance, Redding est signé par le label.

## Enregistrement et diffusion
L'album Pain in My Heart comprend des chansons des sessions d'Otis Redding de 1962-1963. Stewart publie le premier single de Redding, These Arms of Mine, avec Hey Hey Baby en face B. These Arms of Mine sort en octobre 1962 chez Volt, une filiale de Stax, et connait un succès retentissant en mars de l'année suivante. C'est l'une de ses chansons les plus réussies, qui se vend à plus de 800 000 exemplaires.
Lors de la session de 1963, That's What My Heart Needs et Mary's Little Lamb sont enregistrés et gravés en juin 1963 ; ce dernier devient l'un des singles les plus vendus de Redding. Rob Bowman, dans son livre Soulsville, U.S.A.: The Story of Stax Records, écrit que dans ces deux chansons « Otis chante d'une voix gospel dure et passionnée qui rappelle Archie Brownlee des Five Blind Boys of Mississippi » et ajoute que la fin de la première aurait fait de Redding « un superbe chanteur de gospel s'il avait choisi d'enregistrer dans ce style ». That's What My Heart Needs devient le deuxième single de Redding chez Stax.
La chanson titre, enregistrée en septembre 1963, suscite quelques problèmes de droits d'auteur, car elle ressemble à Ruler of My Heart d'Irma Thomas. Après quelques mois, Pain in My Heart, avec la face B Something Is Worrying Me, atteint la 60e place du palmarès Hot 100 de Billboard. Rob Bowman observe qu'« avec Pain in My Heart, le contrôle dynamique d'Otis est au premier plan alors qu'il utilise sa voix comme un cuivre, enflant et diminuant de volume, avalant des syllabes et inquiétant le mot heart… C'est l'effort le plus réussi d'Otis à ce jour, commercialement et esthétiquement ».
Le dernier single, Security, sort en avril 1964 et a atteint la 97e place du classement Billboard Hot 100. Selon Matthew Greenwald d'AllMusic, la chanson est « un groove piquant et up-tempo » et « montre Otis Redding déroulant ses racines rock & roll funky. Aidé par le groupe habituel de musiciens de Stax, c'est l'un de ses premiers disques les plus tendus… La chanson aurait facilement pu réussir en tant qu'instrumental ».
Les autres titres de l'album sont des reprises de chansons populaires, notamment The Dog de Rufus Thomas ; Louie Louie de Richard Berry ; Lucille de Little Richard ; You Send Me de Sam Cooke et Stand by Me de Ben E. King.
Malgré la prétendue violation de droits d'auteur, Pain in My Heart sort sur le label Atco Records le 17 mars 1964, et a atteint la 20e place du classement R&B et la 85e place du palmarès Hot 200 de Billboard.

## Titres
| 1. | Pain in My Heart   | Naomi Neville                                               | 2:22 |
| 2. | The Dog            | Rufus Thomas                                                | 2:30 |
| 3. | Stand by Me        | Ben E. King, Jerry Leiber, Mike Stoller                     | 2:45 |
| 4. | Hey Hey Baby       | Otis Redding                                                | 2:15 |
| 5. | You Send Me        | Sam Cooke                                                   | 3:10 |
| 6. | I Need Your Lovin' | Don Gardner, Clarence Lewis, James McDougal, Bobby Robinson | 2:45 |

| 7.  | These Arms of Mine         | Otis Redding                 | 2:30 |
| 8.  | Louie Louie                | Richard Berry                | 2:05 |
| 9.  | Something is Worrying Me   | Otis Redding, Phil Walden    | 2:25 |
| 10. | Security                   | Otis Redding                 | 2:30 |
| 11. | That's What My Heart Needs | Otis Redding                 | 2:35 |
| 12. | Lucille                    | Al Collins, Richard Penniman | 2:25 |

## Musiciens
- Otis Redding : chant
- Booker T. Jones : orgue Hammond, piano
- Steve Cropper : guitare, piano
- Johnny Jenkins : guitare
- Donald Duck Dunn, Lewie Steinberg : basse
- Al Jackson, Jr. : batterie
- Wayne Jackson, Sammy Coleman : trompette
- Charles Packy Axton : saxophone ténor
- Floyd Newman : saxophone baryton